# Acworth
Acworth is een plaats (city) in de Amerikaanse staat Georgia, en valt bestuurlijk gezien onder Cobb County.

## Demografie
Bij de volkstelling in 2000 werd het aantal inwoners vastgesteld op 13.422.
In 2006 is het aantal inwoners door het United States Census Bureau geschat op 18.790, een stijging van 5368 (40,0%).

## Geografie
Volgens het United States Census Bureau beslaat de plaats een oppervlakte van
19,7 km², waarvan 18,3 km² land en 1,4 km² water. Acworth ligt op ongeveer 274 m boven zeeniveau.

## Plaatsen in de nabije omgeving
De onderstaande figuur toont nabijgelegen plaatsen in een straal van 20 km rond Acworth.